# 바레세도
바레세도(이탈리아어: Provincia di Varese)은 이탈리아 북부 롬바르디아주의 도이다. 도청 소재지는 바레세이다. 면적은 1,199 km2, 인구는 868,777(2008)이다.
밀라노 말펜사 공항의 소재지다.